# Bois-de-la-Pierre
Bois-de-la-Pierre là một xã thuộc tỉnh Haute-Garonne trong vùng Occitanie ở tây nam nước Pháp. Xã nằm ở khu vực có độ cao trung bình 232 mét trên mực nước biển.